# Carlo Vizzardelli
Pour les articles homonymes, voir Vizzardelli.
Matteo Eustachio Gonella (né le 21 juillet 1791 à Monte San Giovanni Campano, dans l'actuelle province de Frosinone, dans le Latium, alors dans les États pontificaux et mort le 24 mai 1851 à Rome) est un cardinal italien du XIXe siècle.

## Biographie
Carlo Vizzardelli exerce diverses fonctions au sein de la Curie romaine, notamment comme secrétaire de la Congrégation extraordinaire des affaires ecclésiastiques.
Le pape Pie IX le crée cardinal lors du consistoire du 17 janvier 1848. 
Le cardinal Vizzardelli est Préfet de l'Académie théologique de l'université romaine. Il est plénipotentiaire pour les négociations du concordat avec le Grand-duc de Toscane, signé en 1848. Il accompagne le pape Pie IX pendant sa fuite à Gaète.

## Sources
- Fiche du cardinal Carlo Vizzardelli sur le site de la Florida International University